# Lauterbach (Hessen)
Lauterbach (Hessen) är en stad i Vogelsbergkreis i Regierungsbezirk Gießen i förbundslandet Hessen i Tyskland. De tidigare kommunerna Heblos, Maar, Reuters, Rimlos. Wallenrod och Wernges uppgick i Lauterbach (Hessen) 1971 följt av Allmenrod, Frischborn och Sickendorf 1972.